# Morand
Morand ist eine französische Gemeinde mit 348 Einwohnern (Stand: 1. Januar 2022) im Département Indre-et-Loire in der Region Centre-Val de Loire; sie gehört zum Arrondissement Loches und zum Kanton Château-Renault. Die Einwohner werden Morandais genannt.

## Geographie
Morand liegt etwa 30 Kilometer nordöstlich von Tours. Umgeben wird Morand von den Nachbargemeinden Saint-Cyr-du-Gault im Norden, Saint-Nicolas-des-Motets im Osten und Nordosten, Dame-Marie-les-Bois im Südosten, Autrèche im Süden, Auzouer-en-Touraine im Westen sowie Saunay im Nordwesten.
Durch die Gemeinde führt die Autoroute A10.

## Bevölkerungsentwicklung
| Jahr                       | 1962 | 1968 | 1975 | 1982 | 1990 | 1999 | 2006 | 2018 |
| Einwohner                  | 260  | 237  | 217  | 218  | 242  | 235  | 280  | 342  |
| Quellen: Cassini und INSEE |      |      |      |      |      |      |      |      |

## Sehenswürdigkeiten

Kirche Saint-Jean-Baptiste

- Kirche Saint-Jean-Baptiste